# Templo Foguang
El templo Foguang (en chino: 佛光寺) es un templo budista ubicado a 5 kilómetros de Doucun, en el condado Wutai, en la ciudad-prefectura de Xinzhou, provincia de Shanxi, en China. La sala más importante del templo es la Gran Sala Oriental, construida en 857, durante la dinastía Tang (618–907). Según registros arquitectónicos, es la tercera estructura de madera más antigua que se conserva en China.
Fue descubierta por el historiador de la arquitectura Liang Sicheng (1901–1972) en 1937, mientras que una sala más antigua en el templo Nanchan fue descubierta por el mismo equipo un año más tarde. El templo también contiene otra sala significativa que data de 1137 y ha sido denominada Sala Manjushri. Además, la segunda pagoda más antigua existente en China (después de la Pagoda de Songyue, que data del siglo VI, está localizada en los terrenos del templo. En la actualidad, el templo es parte del Patrimonio de la Humanidad de la Unesco y está siendo restaurado.

## Historia
El templo fue fundado en el siglo V durante la dinastía Wei del Norte. Entre 785 y 820, el templo tuvo un periodo intensivo de construcción, cuando se edificaron tres pisos de 32 metros de alto. En 845, el emperador Wu Zong prohibió el budismo en China. Como parte de la persecución, el templo Foguang fue quemado por completo, por lo que de la época temprana del templo solo sobrevivió la pagoda Zushi. Doce años más tarde, en 857, el templo fue reconstruido: la Gran Sala Oriental empezó a edificarse en el antiguo emplazamiento de un pabellón de tres plantas. Una mujer llamada Ning Gongyu proporcionó la mayor parte de los fondos necesarios para la construcción de la sala y su construcción fue dirigida por un monje llamado Yuancheng. 
En el siglo X, una representación del templo Foguang fue pintada en la cueva 61 de las grutas de Mogao; sin embargo, es probable que los pintores nunca hubieran visto el templo, debido a que la sala principal mostrada en la pintura era un edificio blanco de dos pisos con un tejado verde vidriado, muy diferente de la Gran Sala Oriental de colores blanco y rojo. Esta pintura indica que el templo Foguang era una parada importante para los peregrinos budistas.
En 1137, durante la dinastía Jin, la Sala Manjushri fue construida en el lado norte del templo, junto con otra sala dedicada a Samantabhadra, que fue quemada durante la dinastía Qing (1644-1912).
En 1930, la Sociedad para la Investigación de la Arquitectura China comenzó a buscar edificaciones antiguas por todo China. En 1937, un equipo arquitectónico dirigido por Liang Sicheng descubrió que el templo Foguang era una reliquia de la dinastía Tang. Liang fue capaz de datar el edificio gracias a que su esposa encontró una inscripción en una de las vigas. La precisión de la fecha fue confirmada por el estudio de Liang sobre el edificio, que coincidía con la información conocida sobre los edificios Tang.

## Disposición

Plano del templo.

A diferencia de la mayoría de templos chinos que están orientados en una posición sur-norte, el templo Foguang está orientado en una posición este-oeste debido a que allí las montañas están ubicadas en el este, norte y sur. Se cree que tener las montañas detrás de un edificio mejora su feng shui. El templo consiste de dos salas principales: la sala norte es llamada Sala de Manjushri y fue construida en 1147 durante la dinastía Jin. La sala más grande, la Gran Sala Oriental, fue construida en 857 durante la dinastía Tang. Otra gran sala, conocida como la Sala Samantabhadra, existió en el lado sur del monasterio, pero ya no existe.

### Gran Sala Oriental

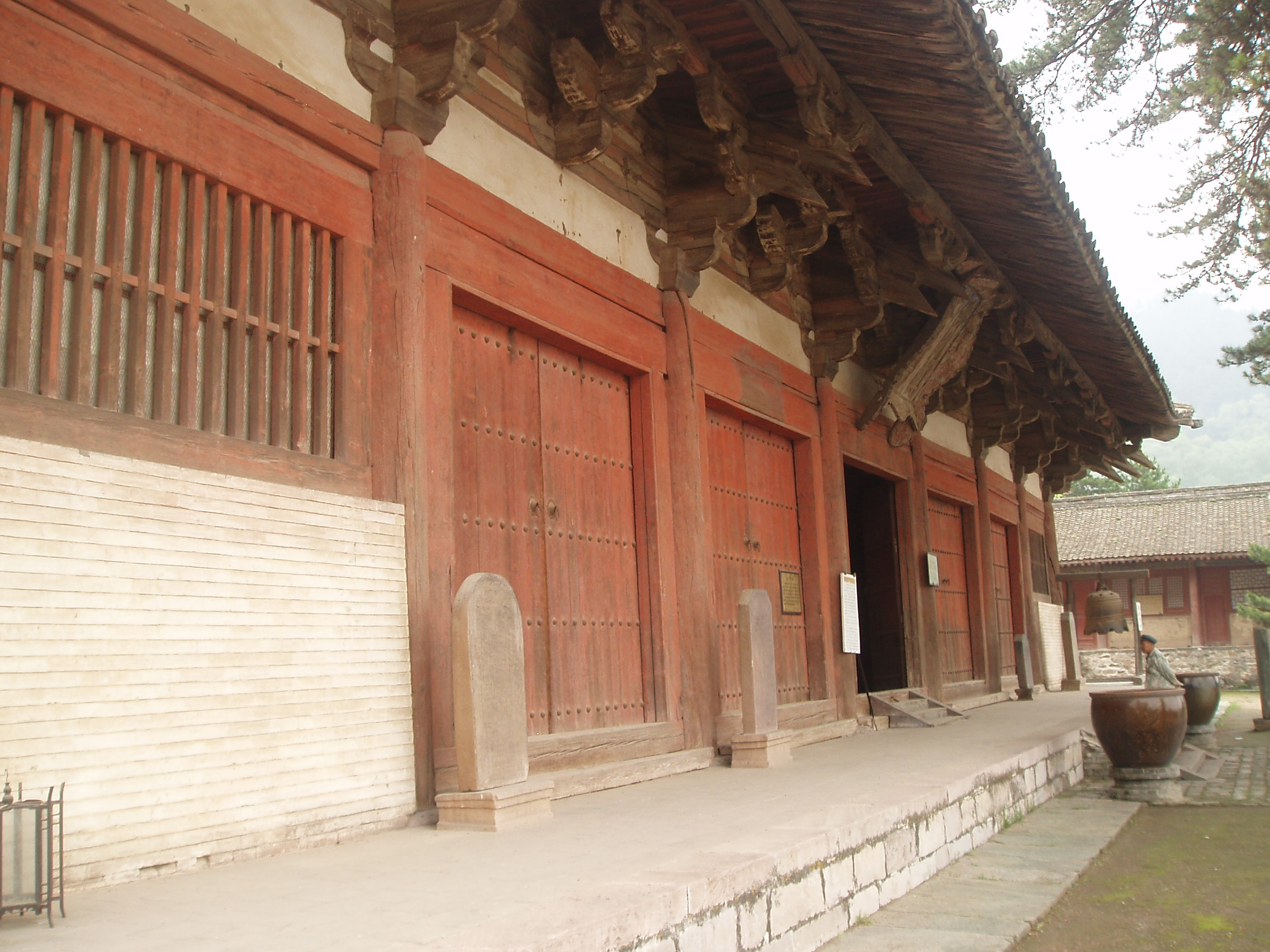
Parte frontal de la Gran Sala Oriental.

La Gran Sala Oriental (en chino: 东大殿), que data de 857 durante la dinastía Tang es el tercer edificio de madera más antiguo de China, después de la sala principal del templo Nanchan, fechada en 782, y la sala principal del templo de los Cinco Dragones, fechada en 831.
La sala está ubicada en el extremo este del templo, encima de una plataforma de piedra de gran tamaño. Se trata de una estructura a ras del suelo que mide 34 por 17,7 metros, que está apoyada por grupos internos y externos de columnas. Sobre cada columna se encuentra un complicado conjunto de soportes que contienen siete tipos de soporte que son un tercio más altos que la propia columna. Apoyando el techo de la sala, cada uno de los conjuntos de soportes están conectados por vigas transversales en forma de media luna, que crean un anillo interior por encima del conjunto interior de columnas y un anillo exterior por encima de las columnas exteriores. La sala tiene un techo de celosía que oculta a la vista gran parte de la estructura del techo. El techo de cuatro aguas y los conjuntos de soportes extremadamente complejos son testimonio de la importancia de la Gran Sala Oriental como una estructura durante la dinastía Tang.

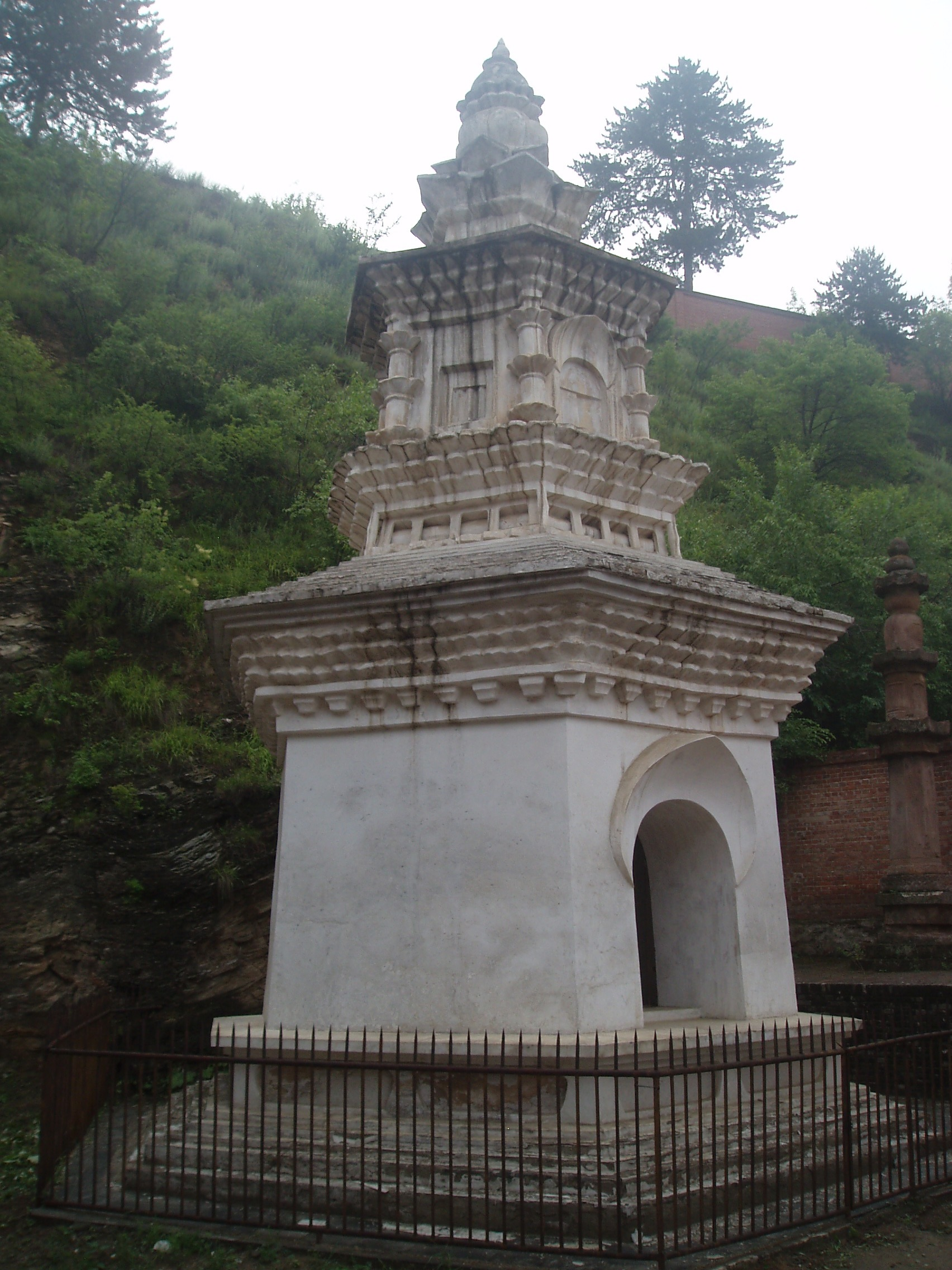
La pagoda Zushi.

Según el tratado de arquitectura del siglo XI, Yingzao Fashi, la Gran Sala Oriental se corresponde a un edificio de séptimo rango en un sistema de ocho rangos. El alto rango de la Gran Sala Oriental indica que incluso en la dinastía Tang era un edificio importante y no sobrevive ningún otro edificio de ese periodo con un rango tan alto.

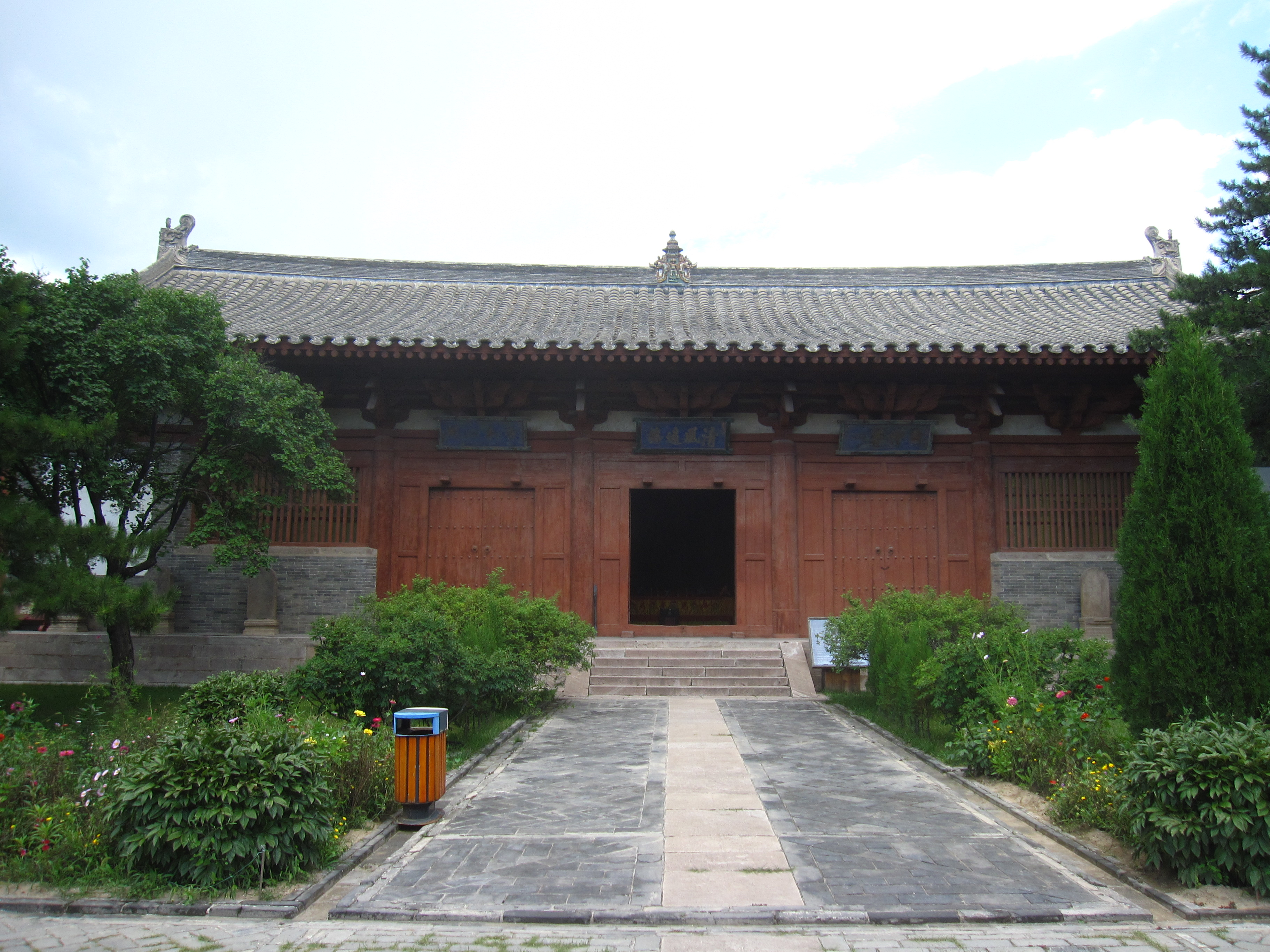
Sala de Manjushri, construida en 1137.

Dentro de la sala se encuentran treinta y seis esculturas, así como murales en cada pared que datan de la dinastía Tang y períodos posteriores. Desafortunadamente, las estatuas perdieron mucho de su valor artístico, cuando se volvieron a pintar en los años 1930. El centro de la sala cuenta con una plataforma con tres grandes estatuas de Sakyamuni, Amitābha y Maitreya, sentados en asientos en forma de loto. Cada una de las tres estatuas está flanqueada por cuatro asistentes al lado y dos bodhisattvas al frente. Cerca de la plataforma, hay estatuas de Manjushri cabalgando a un león, así como a Samantabhadra sobre un elefante. Dos reyes celestiales se encuentran a cada lado de la tarima. Una estatua, que representa a la benefactora de la sala, Ning Gongwu y una del monje que ayudó a construir la sala Yuancheng, se encuentra en la parte posterior de la sala. Existe un gran mural en la sala que muestra eventos que tuvieron lugar en los jatakas, que relatan la vida pasada de Buda. Murales más pequeños en el templo presentan a Manjushri y Samantabhadra reuniendo donantes para ayudar al mantenimiento del templo.

### Sala de Manjushri
En la parte norte del patio del templo se encuentra la Sala de Manjushri (en chino: 文殊殿). Fue edificada en 1137 durante la dinastía Jin y es aproximadamente del mismo tamaño que la Gran Sala Oriental, que también mide 34 por 17,7 metros. Está situada en una plataforma de 83 cm de alto, tiene tres puertas de entrada y una puerta trasera central, y cuenta con un techo de cuatro aguas con un solo alero a dos aguas. El interior de la sala solo tiene cuatro pilares de apoyo. Con el fin de soportar el gran techo, se utilizaron viagas diagonales. En cada una de las cuatro paredes hay murales de arhats pintados en 1429 durante la dinastía Ming.

### Pagoda Zushi
La pagoda Zushi (en chino: 祖师塔) es una pequeña pagoda funeraria localizada al sur de la Gran Sala Oriental. Si bien no se ha determinado la fecha exacta de su construcción, fue construida bien durante la dinastía Wei del Norte (386-534) o durante la dinastía Qi del Norte (550-577) y, posiblemente, contenía la tumba del fundador del templo Foguang. Se trata de una pagoda blanca de forma hexagonal y de 6 metros de alto. El primer piso de la pagoda tiene una cámara hexagonal, mientras que el segundo piso es puramente decorativo. La pagoda está decorada con pétalos de loto y el campanario sostiene una botella en forma de flor.

### Pilares funerarios
El terreno del templo contiene dos pilares funerarios de la dinastía Tang: el más antiguo de ellos tiene 3,24 metros de alto y forma hexagonal; fue construido en 857 durante la construcción de la Gran Sala Oriental.

## Actualidad
Desde 2005, el Global Heritage Fund (GHF), en asociación con la Universidad Tsinghua de Pekín, ha estado trabajando para conservar la herencia cultural de la Gran Sala Oriental del Templo Foguang. La sala no había tenido restauración alguna desde el siglo XVII y presentaba daños por el agua y vigas podridas. A pesar de estar siendo restaurada, permaneció abierta al público. El 26 de junio de 2009, el templo fue inscrito como Patrimonio de la Humanidad por la Unesco como parte del conjunto del Monte Wutai.